# Gebhard Ier de Ratisbonne
Gebhard Ier (mort le 27 mars 1023) est un prélat allemand qui fut le quatorzième évêque de Ratisbonne de 994 à 1023.

## Biographie
Bien que son prédécesseur saint Wolfgang ait choisi Tagino pour lui succéder, Othon III impose Gebhard de la famille d'Andechs-Dießen au siège de Ratisbonne. Gebhard est le premier évêque de Ratisbonne qui ne soit pas en même temps abbé de l'abbaye Saint-Emmeran. En effet, saint Wolfgang avait permis l'indépendance de l'abbaye depuis l'abbé Ramwod. Cela a eu pour conséquence un grand épanouissement culturel et spirituel de l'abbaye, mais cela a causé d'importantes pertes économiques pour le diocèse. Gebhard tente d'imposer une certaine influence sur l'abbaye, ce qui provoque des tensions importantes. Le conflit n'est résolu que sous Henri II qui intervient en faveur de l'abbaye. Avec la fondation de l'abbaye bénédictine de Prüll celle-ci remplit la fonction d'hébergement des pèlerins et étrangers qu'effectuait auparavant l'abbaye Saint-Emmeran.